# Ardea goliath

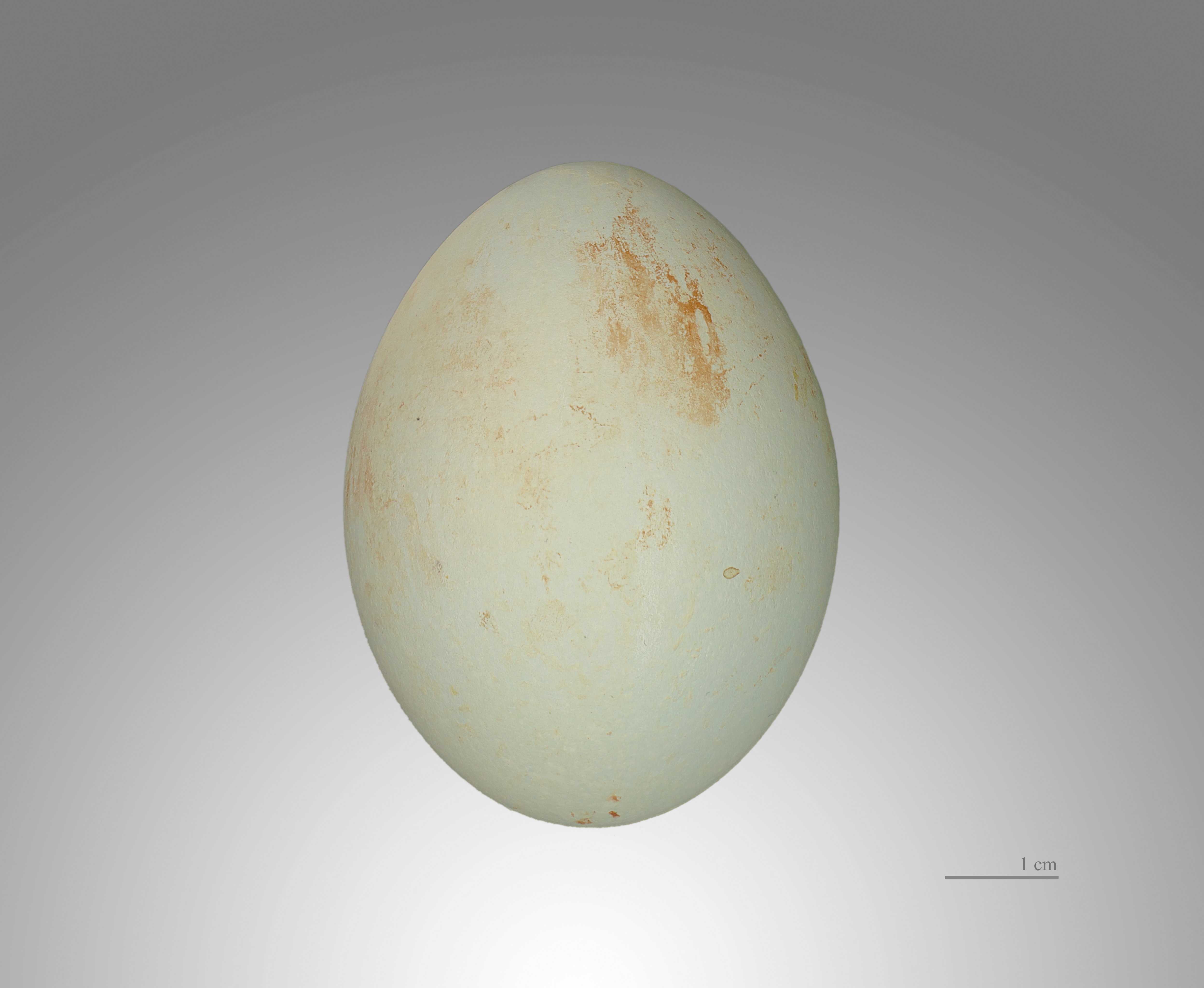
Ardea goliath

Ardea goliath là một loài chim trong họ Diệc.
Loài này được tìm thấy ở châu Phi cận Sahara, với số lượng nhỏ hơn ở Tây Nam và Nam Á.
Đây là loài diệc còn sống lớn nhất thế giới (sau loài diệc Bennu lớn hơn đã tuyệt chủng). Chiều cao của diệc goliath là 120–152 cm, sải cánh là 185–230 cm và trọng lượng là 4–5 kg.

## Môi trường sống
Loài diệc này chủ yếu sinh sống ở vùng nước, thậm chí theo tiêu chuẩn của loài diệc, hiếm khi mạo hiểm ở xa nguồn nước và thích bay dọc theo đường thủy hơn là di chuyển trên đất liền. Môi trường sống quan trọng có thể bao gồm hồ, đầm lầy, đầm lầy ngập mặn, rạn san hô với một ít nước mát, đôi khi là vùng đồng bằng sông. Chúng thường được tìm thấy ở vùng nông, mặc dù có thể được quan sát gần vùng nước sâu trên thảm thực vật nước dày đặc. Diệc Goliath thậm chí có thể được tìm thấy trong các lỗ phun nước nhỏ. Chúng ưa thích nơi có độ cao từ mực nước biển đến 2.100 m. Chúng có xu hướng thích các vùng đất ngập nước nguyên sơ và thường tránh các khu vực thường xuyên xảy ra sự xáo trộn của con người.

## Hình ảnh

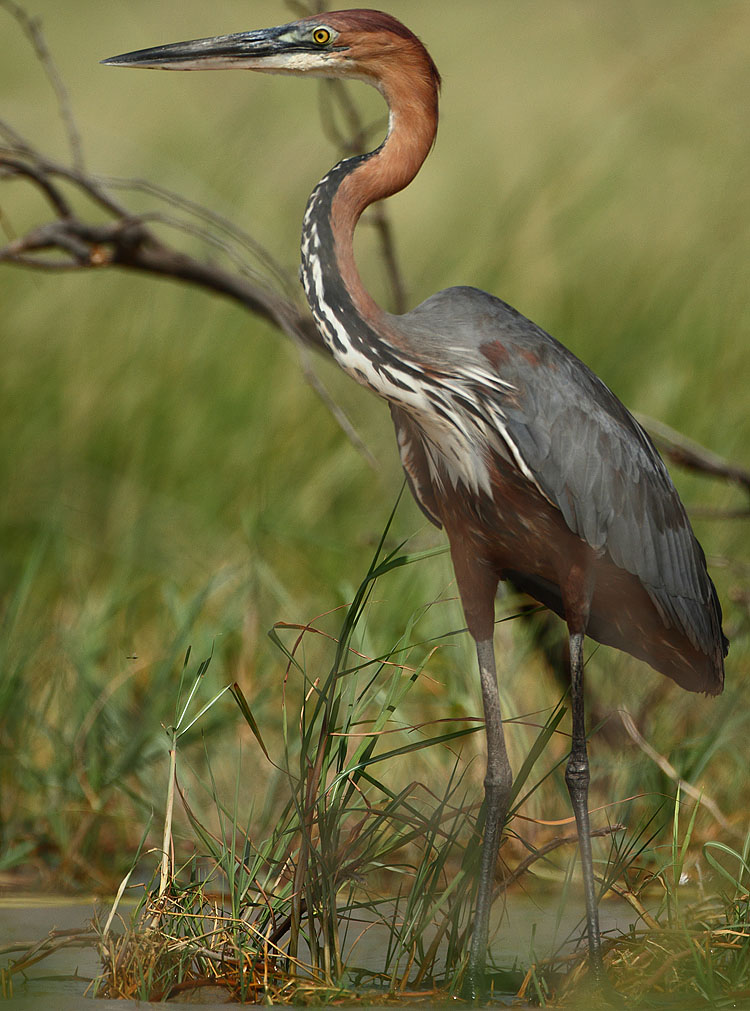
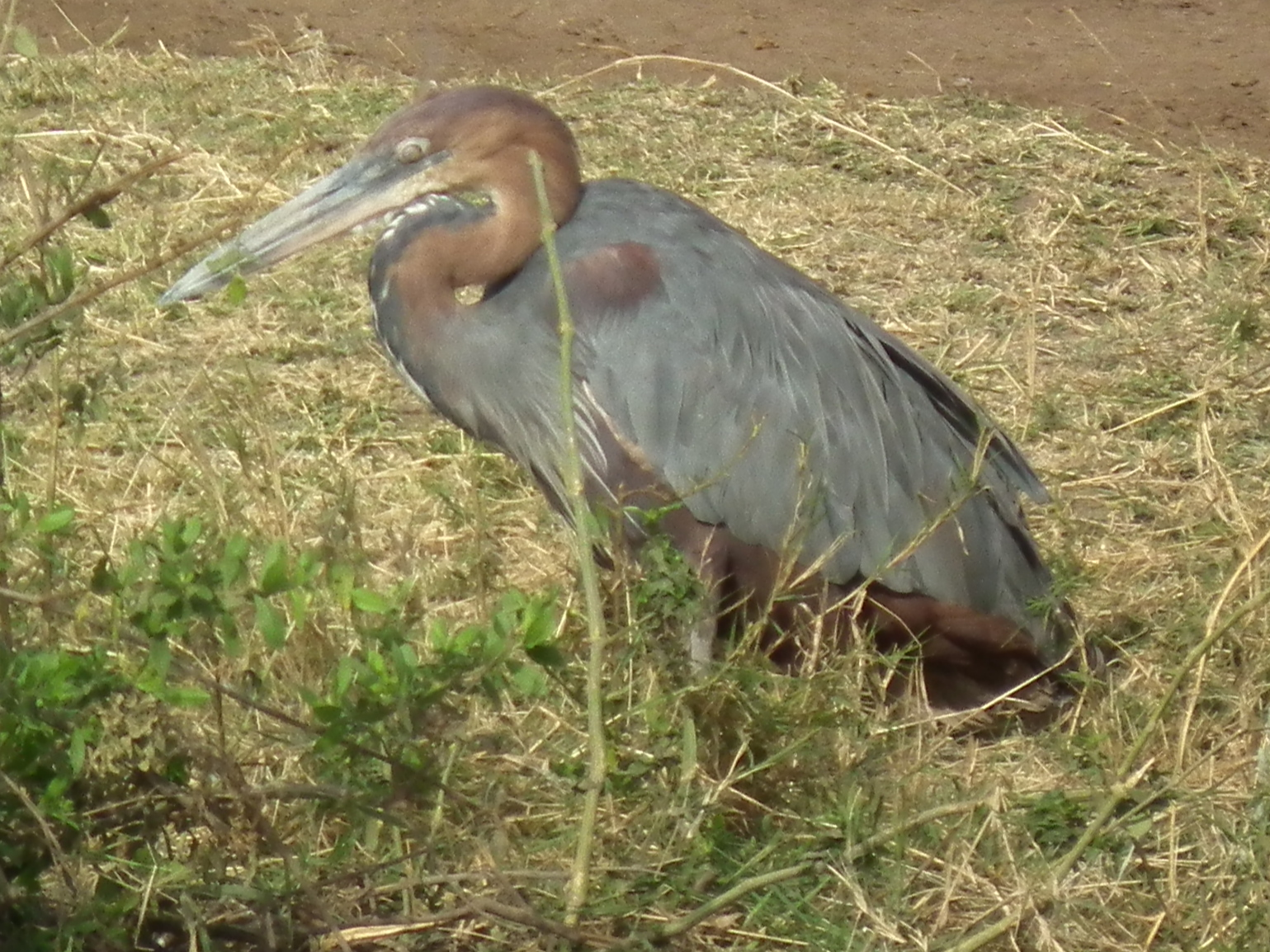
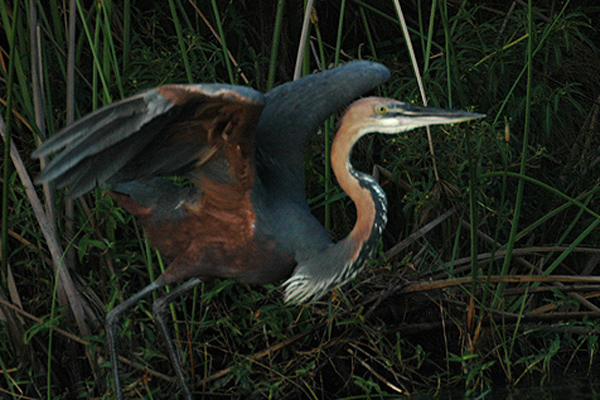